# Isabel Freyre
Isabel Freyre (Beja, Reino de Portugal, c. 1507 - Toro, Espanha, c. 1536), também conhecida como Isabel Freyre de Andrade ou na ortografia moderna Isabel Freire de Andrade, foi uma nobre portuguesa a quem se atribuiu ser a principal inspiração para a personagem "Elisa" dos poemas de Garcilaso de la Vega.

## Biografia
Nascida em Beja, no ano de 1507, D. Isabel Freyre de Andrade era filha de D. Guiomar Freyre de Andrade e de D. Bernardim de Almeida, sendo a mais nova dos dois filhos do casal e, por conseguinte, irmã de D. João de Almeida. Pelo lado paterno era neta de D. João de Almeida, 2º conde de Abrantes e guarda-mor do rei D. João II, e de D. Inês de Noronha, e pelo lado materno de D. Nuno Freire de Andrade, descendente de D. Gomes Freire de Andrade, senhor de Bobadela, e de D. Isabel de Almeida. Era ainda tia de D. Francisco de Almeida e de D. Jerónimo de Almeida, ambos governadores de Angola.
Oriunda de influentes famílias da alta aristocracia e inserida na corte real portuguesa, em 1526, acompanhou D. Isabel de Portugal, filha do rei D. Manuel I de Portugal e de sua esposa D. Maria de Aragão e Castela, a Espanha, como sua dama de companhia, pela ocasião do seu casamento com Carlos I de Espanha e V do Sacro Império Romano-Germânico, filho de Filipe, o Belo da Casa Austríaca de Habsburgo e de Joana, a Louca da Casa Espanhola de Trastâmara.

«Elisa soy, en cuyo nombre suena
y se lamenta el monte cavernoso,
testigo del dolor y grave pena
en que por mi se aflige Nemoroso
y llama 'Elisa'; 'Elisa' a boca llena
responde el Tajo, y leva presuroso
al mar de Lusitania el nombre mío,
donde será escuchado, yo lo fío.»

Garcilaso de la Vega
Considerada uma das donzelas mais belas da corte, durante o matrimónio do rei de Espanha, a nobre portuguesa captou não só a atenção do poeta e diplomata português Francisco Sá de Miranda como também dos poetas espanhóis Garcilaso de la Vega e Juan Boscán, criando-se um dos maiores mitos da literatura espanhola. Apesar de Sá Miranda, Boscán e de la Vega nunca terem proferido publicamente sobre o seu amor ou revelado quem era a sua musa, enquanto o poeta português escrevia poemas dedicados à sua "Célia", Boscán escreveu alguns sonetos para a "Doña Ysabel" e de la Vega escreveu outros tantos endereçados à sua "Galatea" ou ainda "Elisa", suposto anagrama para a dama portuguesa. Segundo os historiadores e investigadores, outra suposta musa para de la Vega poderia ter sido D. Isabella Villamarina, princesa de Salerno, ou ainda D. Beatriz de Sá, sua cunhada, descendente do fidalgo francês Maciot de Bettencourt e da princesa indígena Teguise Guanarteme, celebrada por vários poetas portugueses pela sua beleza, contudo ambas as teorias perderam força após ter sido conhecida a elegia fúnebre que Garcilaso de la Vega escreveu em memória de D. Isabel Freyre e terem sido publicadas novas análises literárias sobre as suas três églogas comprovando que a presumível donzela seria a dama de companhia da rainha-consorte de Espanha. Estando o poeta e militar espanhol de la Vega já casado quando conheceu D. Isabel, desconhece-se que tipo de relação existia entre os dois ou se o seu amor era correspondido, existindo várias versões e especulações.
Acompanhando a rainha-consorte após a cerimónia e fixando-se posteriormente com a corte real espanhola em Toledo, entre outubro de 1528 e março de 1529, D. Isabel Freyre contraiu matrimonio com D. Antonio de Fonseca y Ulloa, El Gordo, regedor de Toro, futuro senhor de Villanueva de Cañedo, em Topas, filho de D. Gutierre de Fonseca e de D. Catalina de Ulloa, sendo herdeiro do morgado fundado pelo seu avô Alonso Ulloa de Fonseca Quijada, bispo de Ávila, Cuenca e Osma, de descendência portuguesa. Do seu casamento estima-se que teve pelo menos quatro filhos:
- Alonso de Fonseca Freire, casou com Juana Enríquez, natural de Zamora e membro da Casa de Alba, e herdou o título de senhor de Villanueva de Cañedo;
- Catalina de Fonseca Freire, casou com Pedro Enríquez, descendente da Casa de Alba e senhor de Quintana;
- Guiomar de Fonseca Freire, enveredou pela vida monástica no convento de Sancti Spiritus de Toro;
- Antonio de Fonseca Freire, terá falecido ainda criança.[16]

Apesar de existirem documentos da época que comprovam o seu matrimónio, devido ao seu mau estado ou a fracas traduções realizadas durante os séculos, sendo o seu nome erroneamente apontado em alguns documentos como Beatriz Frayla, considera-se incerto quantos filhos o casal teve ao todo ou os seus nomes correctos.
Especula-se que D. Isabel Freyre tenha falecido após o quarto ou quinto parto, sendo sepultada no jazigo da família Fonseca, situado no mosteiro toresano de San Ildefonso, entre 1534 e 1536, pouco antes de Garcilaso de la Vega também falecer, vítima de um ferimento mortal quando participava num ataque a um forte em Muy, próximo de Fréjus.